# Benzeen
Benzeen is een organische verbinding, meer specifiek een koolwaterstof, met als brutoformule C6H6. Het is een van de bekendste vertegenwoordigers van de aromatische verbindingen. Door het frequente gebruik van benzeen en zijn derivaten, wordt in het Nederlands een fenylgroep (een arylsubstituent met brutoformule C6H5-) afgekort door Φ (de Griekse letter phi).
Benzeen komt bij kamertemperatuur voor als een heldere kleurloze vloeistof, met relatief onaangename geur. Het is bijzonder stabiel doordat 6 elektronen gedelokaliseerd zijn in een ringvormige, vlakke structuur. Waar in veel verbindingen de elektronen in één chemische binding vast zitten, kunnen in de ring van koolstofatomen in benzeen de π-elektronen zich verplaatsen over de bindingen heen. Deze vrijheid wordt in de structuurformule aangegeven door de cirkel in de zeshoek.
Benzeen wordt in grote hoeveelheden vervoerd via de binnenwateren per binnenvaartschip (chemicaliëntanker). Producenten van benzeen in Nederland zijn onder andere Dow Chemical, Shell Pernis, Esso (Botlek), Zeeland Refinery en vroeger Staatsmijnen / DSM (Koninklijke DSM NV), thans SABIC.

## Geschiedenis
Voordat Kekulé de ringstructuur van benzeen beschreef zijn er meerdere varianten voorgesteld. De bekendste daarvan is door James Dewar voorgesteld. Hoewel benzeen niet de structuur had die Dewar voorstelde, is er later wel een structuurisomeer met die vorm gevonden en naar hem genoemd: Dewarbenzeen. Het verhaal gaat dat Kekulé, toen de formule van benzeen, C6H6, wel bekend was maar nog niemand begreep hoe de stof in elkaar zat, in een droom een slang zag die in zijn eigen staart bijt. Zo kreeg hij het vermoeden dat de structuur van het benzeenmolecule weleens een ring zou kunnen zijn.

## Structuur
Om aan de brutoformule C6H6 te komen moest benzeen volgens Kekulé een ringvormige structuur zijn met alternerende dubbele bindingen. Al snel bleek dat deze structuur zeer onwaarschijnlijk was. Eerst en vooral heeft benzeen een totaal verschillende reactiviteit in vergelijking met gewone alkenen zoals etheen: alkenen ondergaan elektrofiele addities, bij benzeen en derivaten is deze reactie uiterst zeldzaam. Benzeen ondergaat daarentegen wel elektrofiele substitutie, een reactie die bij gewone alkenen zo goed als niet voorkomt. Ook is benzeen in werkelijkheid zo'n 150 kJ/mol stabieler dan de waarde die berekend wordt uit de bindingsenergieën.
Bovendien bleek uit röntgendiffractiestudies dat alle C-C-bindingen in benzeen even lang waren (140 pm), een waarde die tussen de karakteristieke bindingslengte van een enkele (147 pm) binding tussen twee sp2-gehybridiseerde koolstofatomen en een dubbele koolstof-koolstofbinding (135 pm) schommelt. Dit alles kan verklaard worden door chemische resonantie: benzeen is in feite een gemiddelde van twee resonantiestructuren. De structuur van benzeen kan op verschillende manieren weergegeven worden:

## Toepassingen
Benzeen is een zeer goed apolair aprotisch oplosmiddel. Voordat de gevaren bekend waren, werd het door mensen die met ruwe olie of in chemische laboratoria werkten gebruikt om de handen en laboratoriumtafels mee te reinigen. Verder werd benzeen gebruikt om kymografen van beroet papier te voorzien.
Ook werd het als brandstof gebruikt. De tramlijn Venlo - Tegelen - Steyl liep hier bijvoorbeeld op van 1910 tot 1918. De brandstof werd toen betrokken uit Duitsland. Ook op de tramlijn Amersfoort - Arnhem reden in die tijd trams op deze brandstof.
Tegenwoordig is het gebruik van benzeen nog maar zeer beperkt toegestaan en moeten strenge veiligheidsnormen in acht worden genomen. Minder slecht voor de gezondheid zijn de benzeenderivaten tolueen en xyleen, waarvan het laatste het minst schadelijk is. Benzeen wordt ook gebruikt in bepaalde soorten napalm. Daarnaast is benzeen de uitgangsverbinding voor talloze andere derivaten die meestal via een elektrofiele aromatische substitutie bereid worden. Voorbeelden van derivaten zijn nitrobenzeen, aniline, cumeen, mesityleen, dureen, anisol, chloorbenzeen, fenol, styreen, benzaldehyde en benzoëzuur.
Ook zijn benzeenverbindingen vaak aanwezig in de werkzame stoffen van zonnebrandcrèmes. Benzeen wordt in deze werkzame stoffen gebruikt, omdat het een zonwerende eigenschap bezit. De benzeenringen houden uv-straling tegen met golflengten van maximaal 256 nanometer, wat betekent dat het UVA, UVB en UVC tegenhoudt.

## Valentie-isomeren en structuurisomeren
| Van benzeen zijn een aantal valentie-isomeren bekend. In valentie-isomeren zijn de (CH)-delen van het molecuul anders gerangschikt:          |                                       |                                                |                             |
| |                                       |                                                |                             |
| Benzvaleen | Bicycloprop-2-enyl                    | Dewarbenzeen                                   | Prismaan (Ladenburgbenzeen) |
| Daarnaast zijn er ook structuur-isomeren bekend. In structuur-isomeren zijn de atomen (alle) zijn op een andere manier met elkaar verbonden: |                                       |                                                |                             |
| |                                       |                                                |                             |
| | Fulveen (5-methyleen-cyclopentadieen) | [3]-radialeen (1,2,3-trimethyleencyclopropaan) |                             |

## Toxicologie en veiligheid
Benzeen is een carcinogene stof. De verbinding op zich is erg stabiel en vormt voor het leven geen gevaar. Benzeen is lichaamsvreemd en oplosbaar in olie. In het lichaam wordt het omgezet tot een polair molecuul waardoor de oplosbaarheid in water groter wordt, zodat het via de urine kan worden afgevoerd. Een belangrijke metaboliet is fenol, dat bijzonder reactief is en door aantasten van het DNA in de cellen kanker kan veroorzaken. Ook ontstaan er hydrochinon, catechol, en 1,2,4-trihydroxybenzeen. Opgenomen benzeen wordt ook voor een deel via de longen weer uitgeademd. Op langere termijn is de meest voorkomende vorm van kanker ten gevolge van benzeen leukemie.
Onderzoek aan de Universiteit van Maastricht toont aan dat blootstelling aan benzeen blijkbaar minder gevaarlijk is dan werd gedacht. Blootstelling aan hoge doses benzeen leidt tot chromosomale afwijkingen en schade aan de beenmergcellen, maar niet rechtstreeks tot leukemie.
Het is een van de negen schadelijke stoffen in sigarettenrook.